# Анкудинов, Данил Анатольевич
Дани́л Анатольевич Анкуди́нов (род. 31 июля 2003, Караганда) — казахстанский футболист, нападающий испанского клуба «Менсахеро».

## Клубная карьера
Футбольную карьеру начинал в 2021 году в составе российского клуба «Родина-2».
В феврале 2022 года подписал контракт с молдавским клубом «Шериф». 5 марта 2022 года в матче против клуба «Сфынтул Георге» дебютировал в молдавском Национальном дивизионе (2:0), выйдя на замену на 87 минуте вместо Момо Янсане.
В январе 2024 года футболист на правах арендного соглашения присоединился к могилёвскому «Днепру».

## Карьера в сборной
24 августа 2019 года дебютировал за сборную Казахстана до 17 лет в матче против сборной Кыргызстана до 17 лет (8:0).
6 октября 2021 года дебютировал за сборную Казахстана до 19 лет в матче против сборной Чехии до 19 лет (0:3), выйдя на замену на 65 минуте вместо Яна Труфанова.

## Достижения
«Шериф»
- Чемпион Молдавии: 2021/22
- Обладатель кубка Молдавии: 2021/22

## Клубная статистика
| Клуб               | Сезон            | Лига | Лига | Кубки | Кубки | Еврокубки | Еврокубки | Прочие | Прочие | Итого | Итого |
| Клуб               | Сезон            | Игры | Голы | Игры  | Голы  | Игры      | Голы      | Игры   | Голы   | Игры  | Голы  |
| ------------------ | ---------------- | ---- | ---- | ----- | ----- | --------- | --------- | ------ | ------ | ----- | ----- |
| Шериф              | 2021/22          | 3    | 0    | 1     | 0     | —         | —         | —      | —      | 4     | 0     |
| Шериф              | 2022/23          | 4    | 0    | 1     | 1     | —         | —         | —      | —      | 5     | 1     |
| Шериф              | Итого            | 7    | 0    | 2     | 1     | —         | —         | —      | —      | 9     | 1     |
| → Ван (Чаренцаван) | 2022/23          | 17   | 4    | —     | —     | —         | —         | —      | —      | 17    | 4     |
| → Ван (Чаренцаван) | Итого            | 17   | 4    | —     | —     | —         | —         | —      | —      | 17    | 4     |
| → Джюгас           | 2023             | 12   | 1    | 2     | 0     | —         | —         | 2      | 0      | 16    | 1     |
| → Джюгас           | Итого            | 12   | 1    | 2     | 0     | —         | —         | 2      | 0      | 16    | 1     |
| Днепр-Могилёв      | 2024             | 11   | 0    | —     | —     | —         | —         | —      | —      | 11    | 0     |
| Днепр-Могилёв      | Итого            | 11   | 0    | —     | —     | —         | —         | —      | —      | 11    | 0     |
| Всего за карьеру   | Всего за карьеру | 47   | 5    | 4     | 1     | —         | —         | 2      | 0      | 53    | 6     |